# Paraboea schefferi
Paraboea schefferi är en tvåhjärtbladig växtart som först beskrevs av H.O. Forbes, och fick sitt nu gällande namn av Brian Laurence Burtt. Paraboea schefferi ingår i släktet Paraboea och familjen Gesneriaceae.

## Underarter
Arten delas in i följande underarter:
- P. s. ambigua
- P. s. schefferi